# Robert Chia
Robert Cheng Huat Chia (* 1949) ist Professor für Management an der Adam Smith Business School der University of Glasgow.

## Werdegang
Nach einem Maschinenbaustudium (Tech Dip. Mech Eng) an der Singapore Polytechnic arbeitete Chia für sechs Jahre in der Flugzeugwartung, wechselte dann für zehn Jahre in das Produktionsmanagement und Human Resource Management eines Produktionsunternehmens. Nach diesen Erfahrungen wechselte Chia 1988 in Großbritannien in ein Lehramt an der Lancaster University. Hier wurde ihm auch der Doktortitel in „Organisation Studies“ verliehen. Nach Stationen an der University of Essex, University of St Andrews und University of Aberdeen wechselte Chia 2008 an die Business School der University of Strathclyde. Von Strathclyde wechselte Chia als Research Professor of Management an die Adam Smith Business School.
Für Organization Studies übernahm Chia editorielle Aufgaben und er saß in den Beratungsgremien für das Journal of Management Studies, Management Learning und dem Journal of Chinese Management. Chia hat mehrere Bücher geschrieben und eine Vielzahl von Artikeln in namhaften Publikationen veröffentlicht.

## Arbeiten
Chia erforscht Entscheidungsprozesse einschließlich der damit einhergehenden unerwünschten Ergebnisse. Darüber hinaus untersucht er die strategische Fähigkeiten in realen Situationen, sowohl organisatorische Funktion als auch Dysfunktion, Zielsetzungen von Business Schools und unterschiedliche Mentalitäten zwischen Ost und West sowie deren Auswirkungen auf die praktische betriebswirtschaftliche Arbeit.
Chia vertritt ein postmodernes Verständnis von Organisationen. So vertritt er vehement einen konstruktivistischen Standpunkt, der jeglichen Positivismus nach Art des Wiener Kreises ablehnt, wie er im Organisations-vergleichenden Ansatz der Aston-Gruppe erkennbar wird. Durch Beschreibungen einer Organisation in festen Standpunkten wird der Eindruck von Dinglichkeit erzeugt, so als gäbe es etwas Gegenständliches. Tatsächlich ist eine Organisation Chias Meinung nach aber der vorübergehende Zustand von wechselwirkenden, dynamischen Prozessen. Selbst Karl E. Weicks Ansatz, in dem Organisation „geschieht“, wenn Menschen im Sinne einer Organisation aktiv werden, wirkt auf Chia zu stark verhaftet im Dinglichen. So betrachtet ist Veränderung in Organisationen nicht die Ausnahme, sondern der Regelfall.
Zum Umgang mit diesen ständig fließenden Entitäten greift Chia auf philosophische Ideen zurück, beispielsweise den Vorsokratiker Heraklit, den englischen Mathematiker und Philosophen Alfred North Whitehead oder den französischen Prozessphilosophen Henri Bergson. Die Verbindung zwischen Philosophie und den Modellen der Managementlehre untersucht Chia tiefer. Schon die philosophischen Grundthemen Metaphysik, Logik, Epistemologie (Erkenntnislehre) und Ethik zeigen die Verbindungen zwischen den Gebieten auf. Die Untersuchung erlaubt es, versteckte Annahmen und unausgesprochene Theorien in Gebieten wie Organisationstheorie, Entscheidungstheorie und anderen zu untersuchen.

## Ehrungen
Auf Einladung ist Chia Fellow der Royal Society of Arts.

## Bibliografie
- 1996: Organizational analysis as deconstructive practice, Robert Chia
- 1998: In the realm of organization: essays for Robert Cooper, Robert C.H. Chia (Herausgeber)
- 1998: Organized worlds: explorations in technology and organization, mit Robert Cooper
- 2009: Strategy without design: the silent efficacy of indirect action, mit Robin Holt[1]
- 2011: Philosophy and Organization Theory. Series: Research in the sociology of organizations; Haridimos Tsoukas, und Robert Chia (Herausgeber), Emerald Group Publishing Ltd., Bingley, UK